# マックス・ハーフェラール
『マックス・ハーフェラール、あるいはネーデルラント通商会社のコーヒー競売』（オランダ語: Max Havelaar, of de koffieveilingen der Nederlandsche Handel-Maatschappij）は、1860年にムルタトゥーリ（エドゥアルト・ダウエス・デッケルの筆名）によって執筆された小説。オランダ領東インドにおける19世紀から20世紀初頭にかけての倫理政策の形成や修正において重要な役割を果たした作品である。作中、主人公のマックス・ハーフェラールは当時オランダの植民地であったジャワ島における腐敗した統治機構に対して戦いを挑んでいる。本書冒頭の「私はコーヒーの仲買人である」（"Ik ben makelaar in koffie"）という一文も有名である。

## 執筆背景
19世紀中期、オランダ領東インド（現在のインドネシア）の植民地支配は、オランダ東インド会社（VOC）の経済的失敗によって同社が1799年12月31日に解散させられたことにより、オランダ政府によるものへと移行していた。オランダの植民地政府は収入増を目的として、インドネシアの農家に対して米などの主食の代わりに砂糖やコーヒーといった商品作物の栽培を義務付ける強制栽培制度（オランダ語: cultuurstelsel）と呼ばれる一連の政策を実施。また同時に徴収人に手数料を支払う形での徴税システムも実施した。それらの作物は1824年にウィレム1世が設立したオランダ商事会社を通じて国際市場に卸売され、莫大な利益を上げた。
これら2つの政策の連動により特にジャワ島とスマトラ島において入植者の権力は広範囲で濫用される事となり、農民の間では極度の貧困と大規模な飢餓が発生する結果となった。多くの宗主国の例に漏れず、オランダによる植民地の統治は少数の軍人と政治家によって行われ、支配者層は先住民に対する絶対的な権力と支配力を維持していた。
加えて、オランダは東インド会社設立以来数世紀にもわたって先住民に対してアヘンを売る事で収入を得ていた。当時アヘンは唯一の鎮痛剤として知られており、先住民の中でアヘン依存者がかなりの割合を占めていた事もあって貧困状態が続いていた。この手法はアヘン政策と呼ばれる。正規品のアヘンと密輸品との識別には簡単な試薬が用いられ、密輸が発覚した際には密輸業者には厳格な処罰が行われた。
ムルタトゥーリはこうした植民地政策に対する告発として『マックス・ハーフェラール』を執筆したが、それ以外にも植民地の役人を辞した後の復権という意図も含まれていた。文体は簡素なものであったが、本書によって欧州に在住するヨーロッパの人々が当時享受していた富というのが世界中のそれ以外の地域の人々の苦難の結果であったのだという意識を高める事となった。最終的にこの意識の高まりによってオランダ政府は先住民の一部の階級、植民地政府に対して忠実なエリート階級の先住民に対して教育の場を提供するというような形で負債の「返済」を行うという新たな倫理政策のきっかけを生む事となったのである。
インドネシアの小説家プラムディヤ・アナンタ・トゥールは、『マックス・ハーフェラール』はこれら教育改革の起こるきっかけを生んだ事で1945年にインドネシアに対するオランダの植民地支配を終わらせることとなる民族運動の要因となり、アフリカをはじめ世界各地での脱植民地化の呼び水になったと評している。プラムディヤによれば、『マックス・ハーフェラール』は「植民地主義の息の根を止めた本」との事である。
最終章において著者は「私が知る限りの言語に、また私の学べる限りの言語に」本書を翻訳すると記している。実際、『マックス・ハーフェラール』は1868年に英語に翻訳されたのを皮切りに、34の言語に翻訳されている。インドネシアにおいては、本書のオランダ語版原書はスカルノや筆者の子孫であるエルネスト・ダウエス・デッケルといった民族主義運動の指導者たちに対して発想の源として引用されている。なお本書のインドネシア語訳は1972年まで存在していなかった。
作中において、マックス・ハーフェラールの物語は2人の対照的な人物によって語られている。ハーフェラールの手稿をもとにコーヒー貿易に関する書籍を執筆しようとしている偽善的なコーヒー商人ドローフストッペルと、その彼が物語への興味を失った際に話を引き継ぐ事になる夢想家なドイツ人見習いのシュテルンである。本書の冒頭の章においてドローフストッペルが自身の尊大かつ欲得的な世界観を詳述するという形で後に続く風刺的な雰囲気を巧みに設定している。小説の終盤ではムルタトゥーリ自身が筆を執るという体で、オランダによる植民地政策への告発とオランダ国王に対する彼自身によるインドネシアの諸問題に関する嘆願を行い幕を閉じる。

## 映画化
本書は1976年にオランダとインドネシアの関係締結の一環としてフォンス・ラデメーカーズによって映画化された。映画版の『マックス・ハーフェラール』は1987年までインドネシアでは上映が許可されなかった。

## 日本語訳
- 蘭印に正義を叫ぶマックス・ハーフェラール　朝倉純孝訳　タイムス出版社1942年刊
- マックス・ハーフェラール　渋沢元則訳　大学書林1989年2月1日刊　ISBN 4475023963, 978-4475023962
- マックス・ハーフェラール―もしくはオランダ商事会社のコーヒー競売　佐藤弘幸訳　　めこん 2003年11月1日刊　ISBN 4839601631, 978-4839601638